# John Schehr
John Schehr, né le 9 février 1896 à Altona et mort le 1er février 1934 à Berlin, est un homme politique allemand. Il est responsable national du Parti communiste d'Allemagne de 1933 à son assassinat.

## Biographie
Né dans une famille ouvrière, John Schehr apprend le métier de mécanicien. Il adhère au Parti social-démocrate d'Allemagne (SPD) en 1912 et au syndicat des ouvriers du transport l'année suivante. En 1919, il est membre du Parti social-démocrate indépendant d'Allemagne (USPD) et en 1920 du Parti communiste d'Allemagne (KPD). En 1924, il est secrétaire politique du KPD à Altona et secrétaire de la sous-région de Harburg-Wilhemsburg en 1925.
À partir de 1925, il fait partie du comité central du KPD. Au début de 1927, il est secrétaire à l’organisation de la région de Hambourg (Wasserkante) et, de début 1930 au printemps 1932, secrétaire politique de Basse-Saxe.
En avril 1932, il est élu député au Parlement prussien, et siège au Reichstag de juillet 1932 à 1933.
À partir de mai 1932, John Schehr est secrétaire du comité central et membre du bureau politique du KPD. Après l'arrestation d'Ernst Thälmann, il assume la présidence du parti en mars 1933.
En novembre 1933, Schehr est arrêté par la Gestapo. Torturé, il ne donne aucune information. Le 1er février 1934, il est assassiné en même temps qu'Eugen Schönhaar, Rudolf Schwarz et Erich Steinfurth à Berlin. Le motif invoqué est « abattu lors d'une tentative de fuite », mais cet acte, intervenant juste après l'exécution sur ordre du KPD d'un des agents de renseignement des nazis, Alfred Kattler, relève à l'évidence d'une mesure de représailles.

## Hommages
En 1934, Erich Weinert écrit un poème intitulé John Schehr und Genossen (John Schehr et ses camarades) évoquant l'assassinat par balles des quatre prisonniers.
La République démocratique allemande rend hommage à John Schehr en donnant son nom à de nombreuses rues, des équipements et des édifices.
En 1954, ses restes sont transférés au cimetière de Friedrichsfelde dans l'espace du Mémorial des socialistes.

## Sources et références
- (de) Cet article est partiellement ou en totalité issu de l’article de Wikipédia en allemand intitulé « John Schehr » (voir la liste des auteurs).

1. 1 2  (de) « John Schehr (1896 – 1934) », sur etg-ziegenhals.de.
2. 1 2  Gilbert Badia, « SCHEHR John », sur Le Maitron.
3. ↑  (de) « Schehr, John - Biographische Angaben aus dem Handbuch der Deutschen Kommunisten », sur bundesstiftung-aufarbeitung.de.